# Bulbophyllum mimiense
Bulbophyllum mimiense är en orkidéart som beskrevs av Rudolf Schlechter. Bulbophyllum mimiense ingår i släktet Bulbophyllum och familjen orkidéer. Inga underarter finns listade i Catalogue of Life.